# The Road to Ruin (film, 1928)

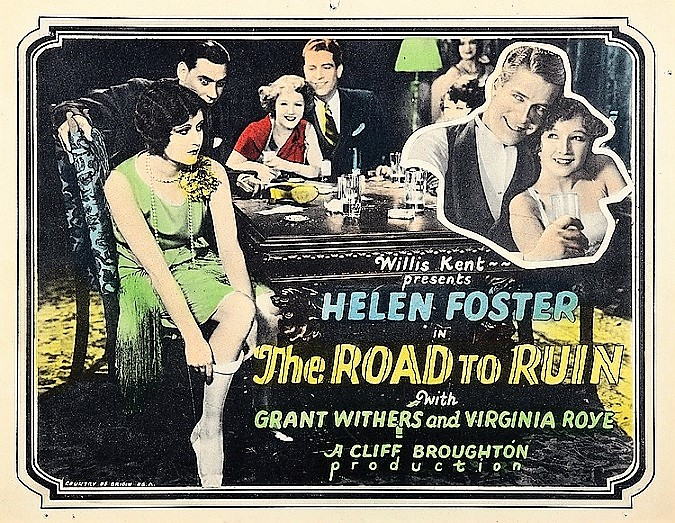
Affiche du film de 1928.

Pour l’article homonyme, voir The Road to Ruin.
The Road to Ruin est un film américain d'exploitation réalisé par Norton S. Parker, sorti en 1928. Initialement sorti en version muette, il a été sonorisé en 1929, et a fait l'objet d'un remake parlant en 1934.

## Fiche technique
- Réalisation : Norton S. Parker
- Scénario : Willis Kent
- Producteur : Willis Kent
- Photographie : Henry Cronjager
- Montage : Edith Wakeling
- Distributeur : True-Life Photoplays
- Durée : 60 minutes
- Date de sortie : 23 mars 1928

## Distribution
- Helen Foster : Sally Canfield
- Grant Withers : Don Hughes
- Florence Turner : Mrs. Canfield
- Charles Miller : Mr. Canfield
- Virginia Roye : Eve Terrell
- Thomas Carr : Jimmy Canfield
- Don Rader : Al
- Eddie Dunn : joueur de strip-poker
- Joe Darensbourg : Musicien (non crédité)
- Kallie Foutz : extra (non créditée)
- Walter James : serveur (non crédité)

## Production
Le film a été réalisé avec un budget de 15 000 $ et 25 000 $, ce qui en fait un des films les moins chers produits cette année-là.
Le film a été tourné avec une caméra ordinaire, mais avec une vitesse de défilement plus rapide, ce qui permettait de terminer plus rapidement les bobines et atteindre la durée finale prévue, mais a l'inconvénient de rendre l'action plus lente à l'écran.